# Capesterre-Belle-Eau
Capesterre-Belle-Eau este un oraș în nordul insulei Guadelupa (Antilele Mici), pe insula Basse-Terre. Predomină agricultură.

## Cultură
- Cascadele Carbet în Parcul Național Guadelupa
- Aleea Dumanoir, căptușite cu palmele regale
- Sclavi Cimitir
- Hindus Templul de Changy

1. ↑  répertoire géographique des communes, accesat în 26 octombrie 2015
2. ↑  dataset of postal codes in France, 1 octombrie 2018